# Marianne Wintersteiner
Marianne Wintersteiner, geborene Portisch (* 20. Februar 1920 in Mährisch-Schönberg; † 2. November 2003) war eine deutsche Schriftstellerin.

## Leben
Marianne Portisch übernahm im Alter von 18 Jahren die Schriftleitung der sudetendeutschen Zeitschrift Mädel komm mit. Wegen der Einfuhr reichsdeutscher Zeitungen bekam sie 1938 in der Tschechoslowakei Probleme, deshalb schickte sie der sudetendeutsche Turnverband nach Berlin an die Reichsakademie für Leibesübungen, wo sie zur Turnlehrerin ausgebildet werden sollte. Nach einer Knieverletzung wurde sie in das Sanatorium Hohenlychen eingewiesen, wo sie zu schreiben begann. Sie schickte ihre Schreibversuche an den Rowohltverlag, der diese an  Hans Fallada weiterleitete, welcher sie daraufhin in Hohenlychen aufsuchte.

„... habe ich dort in Hohenlychen angefangen, einen Roman zu schreiben. Da kam mir die Idee, diese Schreiberei an den Rowohltverlag zu schicken – Falladas Verlag, das wußte ich ja inzwischen.
So kamen diese Blätter tatsächlich auch Fallada in die Hände, und auf die Art und Weise kamen wir beide in Kontakt. Er meldete sich dann ...“

Nach der Angliederung des Sudetengaus an das Deutsche Reich kehrte sie in ihre Heimat zurück. Hier unternahm sie im Auftrag des Reichsarbeitsdienstes mit Fallada Rundreisen durch das Land. 1940 heiratete sie einen Lehrer, die Ehe hielt jedoch nicht lange. Während des Krieges war sie als Rotkreuzschwester eingesetzt.
Nach dem Krieg wurde sie als Antifaschistin eingestuft, weil sie sich im Kreis um Othmar Spann bewegt hatte. 1950 kam sie nach Bayern und heiratete sieben Jahre später Gerhard Wintersteiner, mit dem sie in Lindberg lebte.
Wintersteiner verfasste über vierzig Bücher, vor allem historische Romane, in deren Mittelpunkt oft bedeutende Frauen wie Katharina von Bora, Lola Montez, Markgräfin Amalie von Baden, Bertha von Suttner, Guta von Habsburg, Anna Magdalena Bach und Lou von Salomé standen, daneben Heimatromane wie Die Magd Valerie, Der Schnitzer vom Einödhof und Die Leute von Buchenau.
1998 erschien das Buch Pechvogel und Glückskind, ein Märchen von Hans Fallada. Das Geleit schrieb Wintersteiner unter dem Pseudonym Annemarie Steiner. Darin beschrieb sie die Entstehung des Werkes so: „Hans Fallada überraschte mich zum Geburtstag 1939 mit einem Geschenk, das mich – die Neunzehnjährige – besonders glücklich machte: ein Märchen von seiner Hand, das hier nun erstmals der Öffentlichkeit übergeben wird.“
Der Nachlass von Marianne Wintersteiner befindet sich in der Bibliothek der Katholischen Universität Eichstätt-Ingolstadt.

## Auszeichnungen
- Kulturpreis der Sudetendeutschen Landsmannschaft (1979)
- Adalbert-Stifter-Medaille